# Susanna Clarke

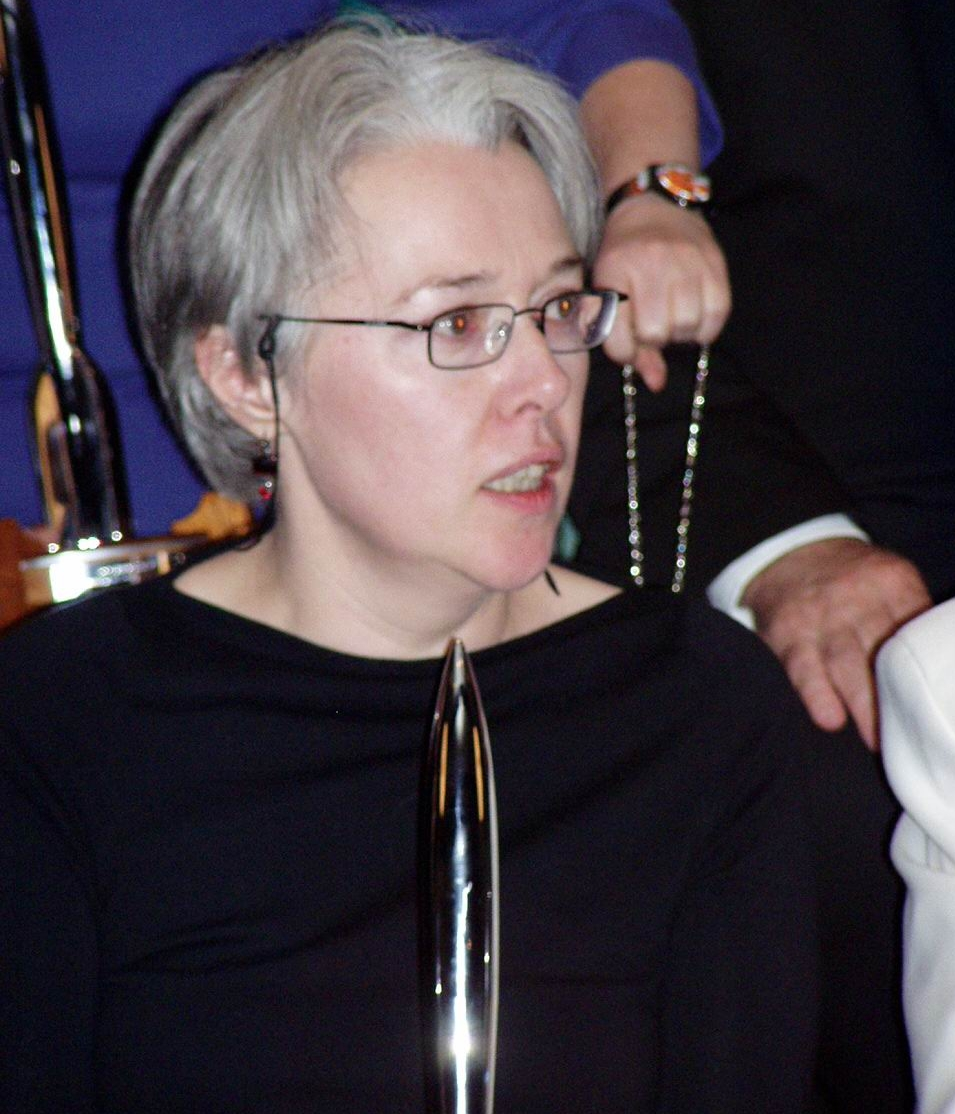
Clarke bij de 63e World Science Fiction Convention in Glasgow, augustus 2005 met de Hugo Award

Susanna Clarke (1959, Nottingham) is een Britse fantasy-schrijfster. Ze studeerde aan de Universiteit van Oxford.
Met haar debuutroman, Jonathan Strange & Mr. Norrell, won ze in 2005 de prestigieuze Hugo Award, de World Fantasy Award, de Locus Award en de Mythopoeic Award. Voordat Clarke in 1992 aan dit boek begon, had ze diverse posten bij uitgeverijen van non-fictie. In 1990 doceerde ze Engels aan leidinggevenden bij Fiat in Turijn en het jaar daarna was ze lerares Engels te Bilbao. Van 1993 tot 2003 werkte ze bij de uitgever Simon & Schuster in Cambridge aan kookboeken.
Vanaf 1996 heeft ze zeven korte verhalen gepubliceerd. Met het bijna 800 pagina’s tellende boek Jonathan Strange & Mr Norrell brak ze wereldwijd door. Het verhaal speelt in het 19e-eeuwse Engeland tijdens de napoleontische oorlogen. Met de komst van Mr. Norell keert magie terug naar Engeland.
In 2021 werd de Women's Prize for Fiction aan haar toegekend voor haar boek Piranesi.
Clarke woont in Cambridge met haar partner, de sciencefictionschrijver en criticus Colin Greenland.